# Jeanne Anctil
Jeanne Anctil, née le 27 décembre 1875 à Saint-Anne-de-la-Pocatière et morte le 4 décembre 1926 à Montréal (à 50 ans), est une institutrice d’économie domestique, directrice des Écoles ménagères québécoises de 1906 à sa mort. Elle est perçue comme une pionnière du droit des femmes au Québec au tournant du XXe siècle, en raison de sa grande implication dans l’éducation des jeunes filles québécoises.

## Biographie
Née à Saint-Anne-de-la-Pocatière, Jeanne Anctil est la onzième enfant d’une famille de douze. Son père, Barthelemi Anctil, est un cultivateur. Il se marie une première fois en 1853 avec Adèle Hudon, avec laquelle il n’aura pas d’enfant. Ce premier mariage ne dure que 3 mois. En 1858, il se marie pour une deuxième fois avec Zélie Pelletier, sa petite-cousine, qui sera la mère de tous ses enfants, dont celle de Jeanne Anctil. La famille Anctil habitent sur la terre familiale que Barthelemi Anctil avait héritée de ses propres parents : Jean-Marie Anctil et Mathilde Hudon.
Jeanne fréquente le couvent de Coaticook de 1886 à 1893. En 1904, elle part avec Marie de Beaujeu, faire un stage en Europe pour observer les formules pédagogiques utilisées et ainsi apprendre l’économie domestique. Ces deux femmes sont sélectionnées par les directeurs de l’école ménagère de Montréal. Ce stage permet ainsi aux deux jeunes femmes d’apprendre une formation alors presque inexistante au Québec et ainsi leur permettre de devenir les premières enseignantes d’économie domestique du Québec.
Marie de Beaujeu rentrera au pays en avril 1905, après cinq mois d’études, pour donner des conférences dans des écoles. De son côté, Jeanne suit des cours à Paris durant une année, puis elle part étudier en Suisse avec une nouvelle stagiaire du nom d’Antoinette Gérin-Lajoie, future tante de Marie Lacoste Gérin-Lajoie, qui sera une des plus importantes pionnières du mouvement féministe québécois. Ces deux femmes étudient à l’école ménagère de Fribourg jusqu’en 1906 et reviennent au Canada avec leur diplôme en main. Ce diplôme leur permet d’occuper le poste de directrice d’école ménagère. Jeanne Anctil et Antoinette Gérin-Lajoie deviennent codirectrices de l’école ménagère de Montréal en 1907. Jeanne y enseignera toute sa vie.
Outre son implication en tant qu’enseignante, Jeanne Anctil est reconnue comme étant une conférencière et une écrivaine. Elle participera d’ailleurs à diverses conférences et elle écrira un livre de cuisine en 1915 nommé « 350 recettes de cuisine ». Jeanne Anctil décède célibataire le 4 décembre 1926, à l’âge de 50 ans, d’une courte maladie.

## Mouvement de l'enseignement ménager au Québec
Ce mouvement répond au nouveau besoin créé par l’augmentation du nombre de jeunes filles qui travaillent à l’extérieur de la maison. Il prône l’accessibilité à des cours publics d’économie domestique. Il s’inscrit dans le mouvement de la professionnalisation du travail ménager et dans la montée du mouvement hygiéniste.
Dans la province de Québec, le mouvement de l’enseignement ménager débute en 1882 avec la fondation de l’école ménagère de Roberval par Malvina Gagné.
Il faudra attendre encore vingt ans pour que d’autres établissements scolaires de ce genre voient le jour. Entre 1905 et 1907, deux nouvelles écoles ouvriront leurs portes en milieu rural. Une première à Saint-Pascal, près de Kamouraska et une deuxième à Sainte-Anne-de-Bellevue. Une autre sera créée à Montréal, l’école ménagère de Montréal.
Jusqu’en 1929, les écoles ménagères relèvent du ministère de l’Agriculture. En effet, c’est ce ministère qui permet à ces écoles de fonctionner grâce à des subventions. Au départ, il y avait une certaine proximité entre l’enseignement agricole destiné aux garçons et l’enseignement ménager destiné aux filles.
En 1937, l’enseignement ménager est revu en profondeur au Québec. Il est restructuré et dès la fin des années 1940, tout un réseau d’écoles ménagères existe. C’est aussi en 1937 que l’enseignement ménager devient obligatoire, ce qui permet un allongement de la scolarité des filles, qui va au-delà du primaire.

## La fondation de l'école ménagère de Montréal
L’école ménagère de Montréal voit le jour, grâce à quelques femmes de la bourgeoisie francophone montréalaise qui décident de fonder la section féminine de l’Association Saint-Jean-Baptiste de Montréal en 1907, qui portera le nom de Fédération Saint-Jean-Baptiste de Montréal. Son inauguration officielle aura lieu le 9 janvier 1907, sous la présidence d’honneur de Lomer Gouin, Premier ministre de la province de Québec de l’époque. Cette nouvelle école aura la particularité d’être laïque.
Les cours commencent cependant en décembre 1906, dès le retour de Jeanne Anctil et Antoinette Gérin-Lajoie au Québec, nouvelles directrices de cette institution. Ils ont lieu dans un local de la Cour de circuit du district de Montréal, rue Saint-Jacques, un local prêté par le gouvernement provincial. Les fonds qui permettent d’opérer l’école proviennent principalement des membres de l’Association Saint-Jean-Baptiste de Montréal. De plus, s’y ajoutent des dons de provenances diverses, ainsi qu’une subvention de 1 000 $ du ministère provincial de l’Agriculture. Bien que l’école ménagère de Montréal soit privée, elle recevra des subventions de ce ministère jusqu’en 1929.
Au tout début, 36 personnes étaient inscrites au cours du jour et 23 à ceux du soir. À ces cours s’ajoute le 1er mars 1907 un cours normal de trois mois, en vue de former des nouvelles institutrices d’économie domestique.
L’intérêt grandissant envers cette nouvelle formation d’économie domestique force l’école à trouver de nouveaux locaux plus grands. L’école s’installe dès septembre 1907 au 22, rue Sherbrooke Ouest, où elle logera pendant trois ans. Le programme de l’école ménagère de Montréal s’inspire de celui de l’école de Fribourg, établissement où ont étudié Jeanne et Antoinette en Suisse. Les élèves inscrits au cours normal reçoivent des leçons de comptabilité, de tenue de la maison, de confection et d’entretien de vêtements, de choix et de préparation des aliments, d’hygiène, de soins des malades et de soins des jeunes enfants.
Antoinette Gérin-Lajoie s’occupe des cours publics, destinés à diverses clientèles féminines. De son côté, Jeanne Anctil dirige le cours normal, offert à des élèves qui ont déjà un diplôme d’enseignement. Des étudiantes avancées et des conférenciers invités aident les codirectrices dans l’accomplissement de leurs tâches.
Pendant la Première Guerre mondiale, l’école collabore avec différents organismes privés et publics. Grâce à ces collaborations, elle réussit ainsi à rejoindre une toute nouvelle clientèle. De 1915 à 1917, par exemple, Mlle Anctil donne des conférences toutes les semaines en milieu rural. Ces activités permettent ainsi d’attirer des milliers de femmes.
En 1910, les locaux étant encore une fois devenus trop petits, l’école ménagère de Montréal signe un bail de neuf ans pour loger dans l’édifice nouvellement construit de l’école technique de Montréal. Ses nouveaux locaux seront utilisés par l’école pendant une quinzaine d’années.
L’école est affiliée à l’université de Montréal en 1937. 

## Implication dans l'émancipation des femmes
Jeanne Anctil a été un modèle important pour les jeunes filles en ce qui concerne leur éducation, puisqu’elle leur a permis d’obtenir une formation scolaire au niveau provincial mais aussi au niveau international. Elle a été un modèle pour plusieurs. En effet, elle a été l’une des premières Canadiennes françaises à recevoir une formation internationale dans la discipline de l’économie domestique. Ainsi, « l’enseignement ménager a non seulement pu s’implanter à Montréal, milieu urbain où ce genre de formation n’avait jusqu’alors pas trouvé sa raison d’être, mais a également essaimé ailleurs dans la province »
Ce mouvement d’enseignement ménagé, grandement influencé par Jeanne Anctil, a perpétué le rôle traditionnel des femmes en enseignant à ces derniers des métiers en lien avec ce qu’on associe naturellement à ces dernières. En effet, « Leurs dispositions « naturelles » font des femmes des « êtres familiaux »; « domestique » et « féminin » deviennent synonymes. »
L’école ménagère de Montréal a ainsi donné aux jeunes filles la chance d’acquérir une formation professionnelle dans un milieu laïque.Cela permet ainsi aux femmes de s’intégrer graduellement dans le monde du travail et ainsi leur permettre de devenir indépendantes financièrement de leurs maris.

Jeanne Anctil a aussi été influente politiquement, puisqu’elle s’est prononcée publiquement sur la question des femmes dans le milieu du travail, en émettant des vœux, ou plutôt des conseils au Gouvernement.
« Permettez-moi d’émettre les vœux suivants :
18 – Je considère opportun et désirable que le Gouvernement, dans les deux départements du Conseil de l’Instruction Publique et du Ministère de l’Agriculture, requière les services permanents comme conseillères autorisées des femmes, qui ont donné dans l’enseignement, pour le bien de leur pays, les fruits de longues années d’expérience et le meilleur de leur vie.
28 – Que des femmes inspectrices soient adjointes aux Commissaires d’écoles, qu’un comité spécial de maîtresses d’enseignement Ménager soit nommé, pour déterminer le mode ou le type d’installation des locaux affectés aux sciences ménagères [...].

48 – Que le Gouvernement réserve une certaine somme d’argent plutôt grasse que mince et l’approprie à celles de ses vaillantes officières, qui par leurs travaux ou leurs aptitudes spéciales désireraient compléter leurs études et élargir l’horizon de leurs idées. « Les voyages instruisent », cet axiome restera toujours vrai; mais quand on le met au service de son pays et qu’il s’inspire du plus pur patriotisme il devient un apôtre. » .